# Йоханан IV (католикос Албании)
Йоханан IV (агв. 𐔺𐕒𐕆𐔰𐕎𐔰𐕎 (yohanan)) — 37-й глава алуанского католикосата Армянской апостольской церкви времён князя Хачена Григора-Хамама, он пробыл на должности 8,5 лет, сменив прошлого католикоса Самуэля.
Был из епископства Двин и «Он был епископом армянским в Двине и когда [католикос армянский] Георг находился в плену у арабов, этот без позволения католикоса Георга пришел в Алуанк и здесь был рукоположен [в католикосы]. А когда князья Алуанка [уплатив выкуп] освободили владыку Георга, он лишил его сана [католикосского]. Однако затем, уступив мольбам алуанских князей, благодарный Георг его рукоположил вторично».